# Sơn ca Tây Tạng
Sơn ca Tây Tạng, tên khoa học Melanocorypha maxima, là một loài chim trong họ Alaudidae. Sơn ca Tây Tạng sinh sống ở Butan, Trung Quốc và Ấn Độ.